# Portes (Eure)
Portes é uma comuna francesa na região administrativa da Normandia, no departamento de Eure. Estende-se por uma área de 9,24 km². Em 2010 a comuna tinha 277 habitantes (densidade: 30 hab./km²).